# Глорија Јеркович
Глорија Џин Јеркович (1942) јесте америчка активисткиња за права жртава.
Она је основала Child Find of America да спречи и реши случајеве отмице деце и нестале деце. Јеркович је 1993. примљена у Националну кућу славних жена због свог рада.

## Живот и каријера
Јеркович је живела у Њу Палтзу у Њујорку, када је њену петогодишњу ћерку Џоану отео отац девојчице, Френклин Пирс, 20. децембра 1974. године. Пирс је одвео девојчицу у Европу, а Јеркович је провела скоро десет година покушавајући да пронађе кћи. Она и њена ћерка су се поново ујединиле 1984. Јерковичева је 1989. тужила Пирса.
Child Find је био прототип за Национални центар за несталу и експлоатисану децу, а свест коју су подигли Јеркович и други активисти довела је до Омнибус закона о заштити жртава из 1982. и Закона о несталој деци. Глорија Јеркович је присуствовала потписивању закона о несталој деци на позив председника САД Роналда Регана.